# Horst von Möllendorff
Horst von Möllendorff (26 d'abril de 1906 – 17 de desembre de 1992) va ser un dibuixant i animador alemany.
Von Möllendorff va ser "reclutat" per treballar a la indústria dels curtmetratges animats de l'Alemanya Nazi. Va ser contractat doncs els dirigents nazis no estaven satisfets amb els resultats del treball d'altre artista "reclutat" pel règim: el publicista Hans Fischerkoesen, qui no proposava idees adequades a ulls de l'aparell nazi per a les produccions audiovisuals. Horst va haver de deixar, doncs, el seu treball com a humorista gràfic a un diari de Berlín.
Durant la Segona Guerra Mundial, Möllendorff va participar en com a mínim tres pel·lícules, que són: 
- Verwitterte Melodie - (Melodia batuda de Temps) (1942)
- Der Schneemann - (L'home de neu) (1943)
- Hochzeit Im Korallenmeer - (Casament al Mar de Corall) (1945)